# Akismet
Akismet, ou Automattic Kismet, é um serviço de filtro de spam criado pela Automattic, empresa que emprega a maior parte dos desenvolvedores da plataforma de weblog WordPress, e lançado em 25 de Outubro de 2005 Akismet diz ter capturado mais de 25 bilhões de comentários e pings spam desde Abril de 2011.
O Akismet tenta filtrar spam de links e trackbacks dos comentários do blog. O filtro funciona combinando informações sobre spam recuperado de todos os blogs participantes do serviço, utilizando estas regras para bloquear futuros spams.
O Akismet foi originalmente desenvolvido para se integrar como um plugin para WordPress. Atualmente faz parte da distribuição padrão do WordPress desde a versão 2.0 e ativado em todos os blogs hospedados sob o domínio WordPress.com. Uma API pública resultou em um plugin patrocinado pela Automattic para Movable Type and third-party plugins for other platforms. sob uma licença GPL e diversas outras plataformas. Liberado sobre a licença Creative Commons Sharealike, o plugin Akismet é um software livre, apesar do código do sistema do Akismet e seu algoritmo ainda não foi liberado publicamente.
O serviço Akismet é gratuito para uso pessoal. Para usar os serviços do Akismet, é necessário obter uma chave da API no site. Usuários que usam o serviço de hospedagem Yahoo! têm serviço Akismet "pro"  (o que custa $5/mês para usuários não-Yahoo!) devido a um acordo entre as duas empresas.

## Críticas
Muitos blogueiros reclamam que seus comentários, às vezes, são confundidos como sendo spam. Uma vez que um comentador é marcado como spammer, se tornar difícil participar de blogs WordPress que usam o Akismet porque comentários enviados ficam aguardando a aprovação antes da exclusão.

## Concorrentes
Há alguns concorrentes do Akismet, como Mollom, Defensio, e Typepad Antispam. Em adição, há também o plugin CAPTCHA amplamente usado em vez do Akismet.